# Faszcze (Mikołajki)
Faszcze [ˈfaʂt͡ʂɛ] (deutsch Faszen, 1938–1945 Fasten) ist ein Dorf in der polnischen Stadt- und Landgemeinde Mikołajki (Nikolaiken) in der Woiwodschaft Ermland-Masuren.

## Geographische Lage
Faszcze liegt inmitten der Woiwodschaft Ermland-Masuren, sieben Kilometer nordwestlich der Stadt Mikołajki und 13 Kilometer südöstlich der Kreisstadt Mrągowo (Sensburg).

## Geschichte
Faszen wurde 1411 im Amtsbezirk Rhein (polnisch Ryn) gegründet. 
Bis 1945 gehörte es – 1938 in Fasten umbenannt – zum Landkreis Sensburg im Regierungsbezirk Allenstein (bis 1905 Regierungsbezirk Gumbinnen) der Provinz Ostpreußen.
Mit Einführung der allgemeinen Schulpflicht erhielt Faszen im Jahr 1736 neben anderen Dörfern eine Schule.
1874 wurde Faszen in den neu errichteten Amtsbezirk Barranowen (polnisch Baranowo) eingegliedert, der – 1938 in Amtsbezirk Hoverbeck umbenannt – bis 1945 bestand.
Die Volkszählung von 1895 zeigte für Faszen folgende Ergebnisse: Fläche 653,3 ha, 31 Haushalte mit zwei oder mehr Personen. Die Bevölkerungszahl betrug 295 Personen, davon 133 männliche und 162 weibliche.
Aufgrund der Bestimmungen des Versailler Vertrags stimmte die Bevölkerung im Abstimmungsgebiet Allenstein, zu dem Faszen gehörte, am 11. Juli 1920 über die weitere staatliche Zugehörigkeit zu Ostpreußen (und damit zu Deutschland) oder den Anschluss an Polen ab. In Faszen stimmten 180 Einwohner für den Verbleib bei Ostpreußen, auf Polen entfielen keine Stimmen.
1945 wurde Fasten in Faszcze umbenannt. Es ist heute Sitz eines Schulzenamtes (polnisch Sołectwo) und somit eine Ortschaft in der Stadt- und Landgemeinde Mikołajki (Nikolaiken) im Powiat Mrągowski (Kreis Sensburg), bis 1998 der Woiwodschaft Suwałki, seither der Woiwodschaft Ermland-Masuren zugehörig. Im Jahr 2011 zählte Faszcze 173 Einwohner.

## Kirche
Faszen gehörte bis 1907 zur evangelischen Kirche in Nikolaiken; erst dann kam das Dorf zur Kirche Barranowen, nachdem hier ein Kirchspiel gebildet worden war. Außerdem war das Dorf katholischerseits bis 1945 nach Sensburg eingepfarrt. Heute ist Faszcze wieder nach Mikołajki zur dortigen evangelischen Pfarrkirche orientiert, während die katholischen Einwohner zur Pfarrei Baranowo gehören.

## Verkehr
Faszcze liegt nördlich der verkehrstechnisch bedeutenden Landesstraße 16 und ist von dort über eine Nebenstraße von Prawdowo (Prawdowen, 1929–1945 Wahrendorf) nach Jora Wielka (Groß Jauer) zu erreichen. Eine Bahnanbindung besteht nicht.